# 赤壁草属
赤壁草属（学名：Decumaria）是绣球科下的一个属，为攀援状灌木植物。该属共有2种，分布于美洲东南部和中国。